# Angelo Fortunato Formiggini

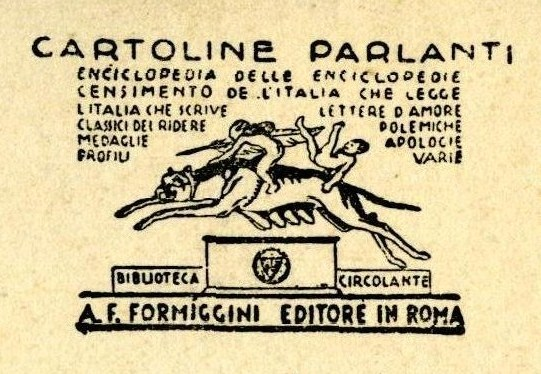
Publicité pour l'éditeur Formiggini à Rome, avec son emblème : la louve romaine comique et bondissante.

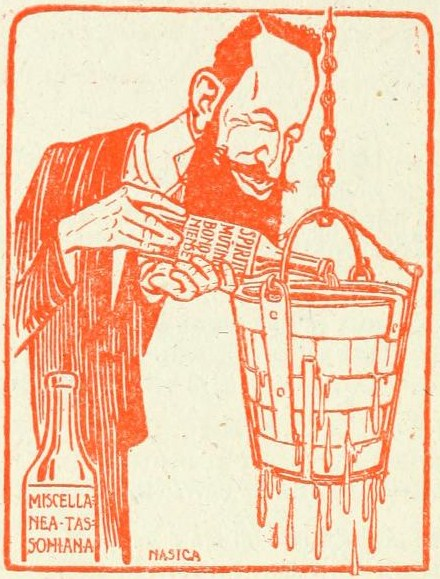
En 1908, dans La Secchia, premier livre qu'il a édité, Formiggini est caricaturé par A. Majani dit : Nasica
.

Angelo Fortunato Formiggini (Modène, 21 juin 1878 – Modène, 29 novembre 1938) est un philosophe et éditeur italien, juif, franc-maçon, antifasciste, ou mieux : « a-fasciste ». Étudiant, il est Espérantiste. Et membre très actif des ordini goliardici (ordres goliardiques) et de la Corda Fratres, dont en 1903 il préside le Consulat de Rome, puis l'importante section italienne. En 1907, passionné par l'humour, il présente à Bologne une thèse universitaire de philosophie sur la Filosofia del ridere (« Philosophie du rire) ».
En 1908, il fonde la maison d'éditions qui porte son nom. Qui publie en trente ans, de 1908 à 1938, plus de 700 titres, dont en particulier sa collection la plus célèbre : I Classici del ridere (« Les Classiques du rire », 105 volumes de 1912 à 1938). Il crée la Casa del Ridere (« Maison du Rire »), bibliothèque et musée du Rire.
De 1918 à 1938, il édite le périodique mensuel culturo-bibliographique L'Italia che scrive (« L'Italie qui écrit »), connu également par ses initiales : ICS. En 1920, il crée l'Istituto per la Propaganda della Cultura Italiana (« Institut pour la Propagation de la Culture Italienne »), maison d'éditions qui a vocation de réaliser la première grande encyclopédie italienne : la Grande Enciclopedia Italica (« Grande Encyclopédie Italica »). Le projet n'abouti pas à cause de l'opposition du ministre Giovanni Gentile. Qui est plus tard à l'origine de l'Enciclopedia Italiana di scienze, lettere ed arti (dite : la Treccani). En 1922, Formiggini crée une Biblioteca Circulante (« Bibliothèque Mobile ») à Rome, qui compte rapidement 40 000 volumes.
Sa famille, ses études et activités professionnelles, l'amènent à habiter à Modène, Bologne, Gênes et Rome. En 1938, il meurt prématurément et tragiquement à l'âge de 60 ans, poussé au désespoir et au suicide par les persécutions fascistes.
Sa notoriété n'a pas dépassé les frontières de son pays. Ses écrits, rédigés surtout en italien et aussi en dialecte de Modène (it), n'ont jamais été traduits dans d'autres langues. Encore très connues en Italie jusqu'à la fin des années 1930, sa personnalité et son œuvre sont aujourd'hui largement oubliées du grand public, et ne sont plus connues que d'un nombre réduit de spécialistes.

## Biographie

### Les débuts dans la vie
Angelo Fortunato Formiggini est né le jour du solstice d'été, 21 juin 1878 à Collegara, une banlieue de Modène. Après la naissance de Sofia, Giulio, Emanuele et Peppino, il est le cinquième et dernier fils de Pellegrino Formiggini et Marianna Nacmani. Il appartient à une famille juive installée très anciennement à Modène. Le plus ancien document connu attestant sa présence dans cette ville remonte à l'année 1629. Les ancêtres de Angelo Fortunato sont originaires de Formigine, d'où ils ont pris leur nom de famille. Les Formiggini, durant une période, ont été les orfèvres de la famille d'Este, puis sont devenus financiers.
Angelo Fortunato va d'abord à l'école à Modène. En 1889-1890 et 1891-1892, il est à Milan, habite au Convitto nazionale Longone (Pensionnat national Longone), et suit les cours du prestigieux Ginnasio Parini (Lycée Parini). Ensuite, il va à Bologne étudier dans un autre établissement également prestigieux : le Liceo classico Galvani (Lycée classique Galvani).
En 1894, il a seize ans et commence à écrire une autobiographie. Elle commence ainsi :
1894 : 8 luglio, domenica. – Oggi, giorno in cui credo di aver fatto una buona azione, ho deciso di cominciare il libro delle mie memorie...
(1894 : 8 juillet, dimanche. – Aujourd'hui, jour où je crois d'avoir fait une bonne action, j'ai décidé de commencer le livre de mes mémoires...)
La « bonne action » consistait dans le fait d'avoir sauvé la vie d'un petit garçon nommé Bompani, âgé d'environ neuf ans, qui se noyait dans le fleuve Panaro, près du pont de Sant'Ambrogio à Collegara près de Modène.
En 1896, Formiggini est expulsé du Liceo classico Galvani (Lycée classique Galvani) pour avoir écrit, imprimé et diffusé à l'intérieur de l'établissement un poème satirique : La divina farsa. Ovvero la descensione ad infernos di Formaggino da Modena  (La divine farce. Telle est la descente aux enfers de Formaggino de Modène). Où, sur les traces de la Divine Comédie de Dante, ils caricaturent ses professeurs et camarades de classe. Il se moque également de lui-même par un jeu de mots, déformant ici son nom de Formiggini en Formaggino, qui signifie en italien : le fromage fondu. Il va poursuivre ses études secondaires au Liceo Muratori (Lycée Muratori) de Modène.

### Formation universitaire, ordres goliardiques,Corda Fratres

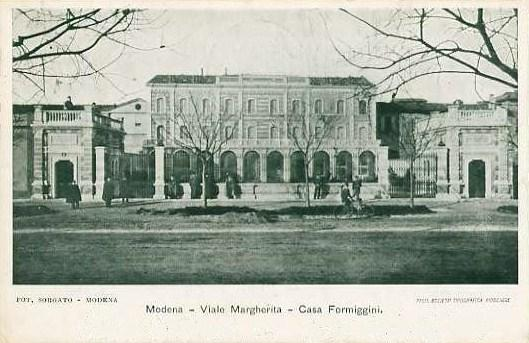
La Casa Formiggini (Maison Formiggini), viale Margherita, siège estival de la Corda Fratres à Modène.

Ses études secondaires achevées, il s'inscrit à la Faculté de droit de Modène. En plus de ses activités studieuses et culturelles, il est très actif dans les ordini goliardici (ordres goliardiques, appelés aussi Goliardia), sociétés festives et carnavalesques traditionnelles des étudiants italiens. Il écrit en dialecte de Modène des poésies satiriques qu'il signe Furmajin da Modna (Petit fromage de Modène).
Il fréquente la société festive bolonaise de l'Accademia della Lira (Académie de la Lyre). Qui lui donne l'idée de créer une société festive à Modène : l'Accademia del Fiasco (Académie de la Fiasque). Dans le cadre de cette académie, il mène des activités. Comme par exemple, faire procéder à la plantation d'un figuier le 4 novembre 1899, à l'occasion de la traditionnelle festa degli alberi (fête des arbres). Ce jour-là, Formiggini prononce un discours de louanges pour le figuier.
Formiggini doit interrompre ses études pour faire son service militaire. Il termine celui-ci avec le grade de caporal. De retour à la vie civile, il présente le 27 novembre 1901, une thèse universitaire dont le sujet est : La donna nella Torah in raffronto con il Manava-Dharma-Sastra. Contributo storico-giuridico a un riavvicinamento tra la Razza ariana e la semita (La femme dans la Torah comparée au Manava-Dharma-Sastra. Contribution historico-juridique au rapprochement entre les races aryenne et sémite). Il affirme dans cette thèse qu'à l'origine les Aryens et les Sémites étaient un même peuple. De nombreuses années plus tard, il a avoué qu'il avait complètement inventé cette thèse, qui, incidemment, n'a même pas été discutée.
En 1902, il déménage à Rome et entre à la Faculté des sciences humaines, où il suit les cours du grand philosophe Antonio Labriola. Angelo Fortunato rejoint l'association festive et fraternelle étudiante internationale de la Corda Fratres (les Cœurs Frères). Fondée en 1898 par Efisio Giglio-Tos, cette association regroupe de très nombreux étudiants, dont un tiers des étudiants italiens.
En octobre 1902, on trouve Formiggini membre du Comité de la Società Italiana per la propaganda della lingua Espéranto (Société Italienne pour la promotion de la langue Espéranto).
Il devient en 1903 le responsable du consulat de Rome de la Corda Fratres. Et fait la connaissance à cette occasion de Emilia Santamaria, qui l'assiste comme secrétaire. En juillet 1903, il est élu président de l'importante section italienne de la Corda Fratres.
La Casa Formiggini (Maison Formiggini), viale Margherita, est le siège estival de la Corda Fratres à Modène.
Le 19 septembre 1906, il épouse Emilia Santamaria. Et retourne à Bologne où il s'inscrit à l'université. Le 28 juin 1907, il y passe son deuxième diplôme, cette fois-ci en philosophie, avec une thèse sur la Filosofia del ridere (Philosophie du rire). Où il affirme que le rire rend fraternellement solidaire les hommes. Et que l'humour est la massima manifestazione del pensiero filosofico (la plus haute manifestation de la pensée philosophique).

### La Franc-maçonnerie
Angelo Fortunato Formiggini intègre la Franc-maçonnerie italienne.
Le 20 février 1904, il atteint le grade de Maestro massone (maître maçon) dans la loge maçonnique romaine  Lira e spada (Lyre et épée).

### Les débuts dans l'édition

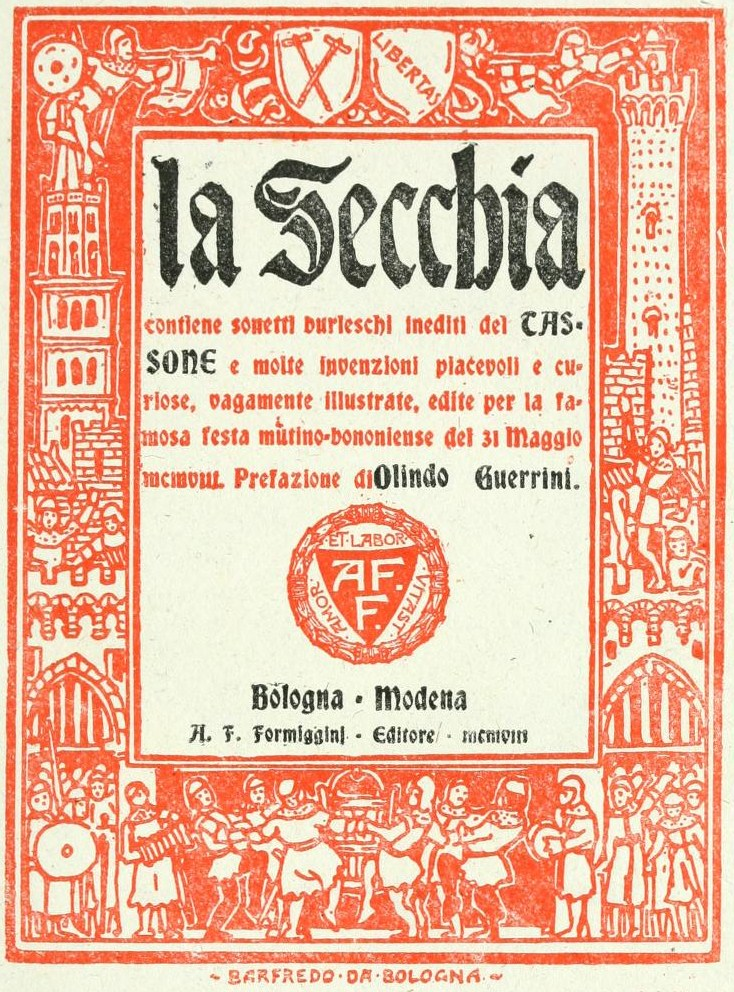
Couverture de La Secchia... (Le Seau...), premier ouvrage édité par Formiggini en 1908.

L'activité éditoriale de Formiggini débute le dimanche 28 juin 1908, à l'occasion d'une joyeuse Festa mutino-bononiense (Fête modéno-bolonaise) qu'il organise à Fossalta (et qui devait initialement se dérouler le 31 mai précédent). Elle est censée célébrer le poète modenais Alessandro Tassoni et « l'amitié renaissante entre Bologne et Modène ». À l'occasion de cet événement, il édite à ses frais deux livres :
- Un recueil bouffon de 88 pages intitulé : La Secchia, contiene sonetti burleschi inediti del Tassoni e molte invenzioni piacevoli e curiose, vagamente illustrate, edite per la famosa festa mutino-bononiense del 31 Maggio mcmviii[18] (Le Seau, contient des sonnets burlesques inédits de Tassoni et beaucoup d'inventions agréables et curieuses, vaguement illustré, édité pour la fameuse fête modéno-bolonaise du 31 mai 1908), ouvrage illustré, avec une préface d'Olindo Guerrini. Il commence par citer François Rabelais : « le rire est le propre de l'homme ». Et regrette ensuite qu'il soit plus aisé de trouver la douleur que le rire. Le livre contient quelques écrits de Tassoni et des textes et dessins comiques d'auteurs contemporains de l'édition, dont Formiggini. Qui écrivent en italien et aussi en dialecte de Modène ou de Bologne. Un des textes est signé par Formiggini Formaggino da Modena (Formaggino de Modène), reprenant le jeu de mots avec son nom et le fromage fondu déjà fait par l'auteur en 1896[19]. Le titre La Secchia fait référence au recueil de Tassoni La Secchia rapita (Le Seau enlevé), qui est une parodie des procédés de la poésie épique. Tassoni y chante en vers burlesques une querelle survenue au XIIIe siècle entre Modène et Bologne au sujet d'un seau en bois d'un puits qui finit par rester au pouvoir de Modène.
- Le second ouvrage publié par Formiggini compte 510 pages et s'intitule : Miscellanea tassoniana di studi storici e letterari, pubblicata nella festa della fossalta, 28 giugno 1908. A cura di Tommaso Casini e di Venceslao Santi. (Mélange tassonien d'études historiques et littéraires, publié durant la fête de la Fossalta. Sous la direction de Tommaso Casini et Venceslao Santi[20].) Ce volume présente des essais critiques sur Tassoni écrits par certains des meilleurs spécialistes de l'époque, tels que Giulio Bertoni, Ludovico Frati, Arrigo Solmi, Albano Sorbelli. Il est préfacé par Giovanni Pascoli, poète et auteur des paroles de l'Hymne de la Corda Fratres.

La fête a la prétention de célébrer sur les lieux de l'affrontement entre Bolonais et Modénois lors de la bataille de Fossalta le 26 mai 1249 la renaissance de leur amitié. Cet événement, intervenant 659 ans après la bataille, est bien sûr parfaitement imaginaire. Et un prétexte trouvé pour une fête bien dans l'esprit des plaisanteries et canulars des ordini goliardici (ordres goliardiques) et de Formiggini. Qui habite Bologne et vient de Modène. Et a donc des liens avec les deux cités.
Formiggini raconte ainsi, de façon comique, ses débuts cette année-là comme éditeur : un bel mattino di maggio, nel 1908, svegliandomi mi accorsi che avevo le mani come prima, il naso come prima, tutto come prima, pur essendo completamente diverso: non ero più uno studioso, ero diventato un editore (un beau matin de mai, en 1908, en me réveillant j'ai réalisé que j'avais les mains comme avant, le nez comme avant, tout comme avant, mais pourtant j'étais complètement différent : je n'étais plus un étudiant, j'étais devenu un éditeur).
La maison d'édition A. F. Formiggini Editore a dans un premier temps son siège à Bologne et Modène. Elle prend pour devise latine amor et labor vitast (« le travail et l'amour de la vie »), qui fut inscrite sur toutes les couvertures, lesquelles sont imprimées sur un papier calque imitant le parchemin, en typogravure. Mais, dès la fin 1909, elle est basée uniquement à Modène, où Formiggini ouvre un atelier de typographie avec un certain Blondi. Au nombre de ses premières publications, témoignant de l'intérêt et l'amour qu'il porte à sa ville natale, Formiggini écrit et publie en 1910 un Piccolo guida e Indicatore di Modena (Petit guide et Indicateur de Modène) qui fait 100 pages.
L'éditeur développe une intense activité dès ses débuts : 6 publications en 1908, 16 en 1909, 19 en 1910, 31 en 1911. Et jusqu'à 52 publications en 1913, qui reste son record de publications annuelles.

### Les publications philosophiques
Formiggini est autant passionné par l'opéra comique qu'intéressé par la philosophie. Il crée la collection de la Biblioteca di filosofia e pedagogie (Bibliothèque de philosophie et pédagogie), et dans celle-ci les Opuscoli di filosofia e pedagogia (Opuscules de philosophie et pédagogie). Il édite les actes du congrès national de Parme de la Società Filosofica Italiana (Société Philosophique Italienne) qui a lieu en 1907 et la Rivista di Filosofia (Revue de philosophie), organe officiel de cette société de 1909 à 1918.
En 1911, à Gênes, Formiggini publie les Atti del IVe Congresso Internazionale di Filosofia, Bologna 1911 (Actes du IVe Congrès International de Philosophie, Bologne 1911) auquel ont notamment participé avec d'importantes contributions Henri Bergson, Émile Boutroux, Benedetto Croce, Émile Durkheim, Federigo Enriques, Paul Langevin, Wilhelm Ostwald, Giuseppe Peano, Hans Vaihinger. En tout, trois volumes de grand format de plus de quinze cents pages, qui comprennent des essais écrits par de très grands philosophes de l'époque, au nombre desquels « L'évolution des Lois » d'Henri Poincaré et « L'intuition philosophique » d'Henri Bergson.

### La collectionProfili(Profils)

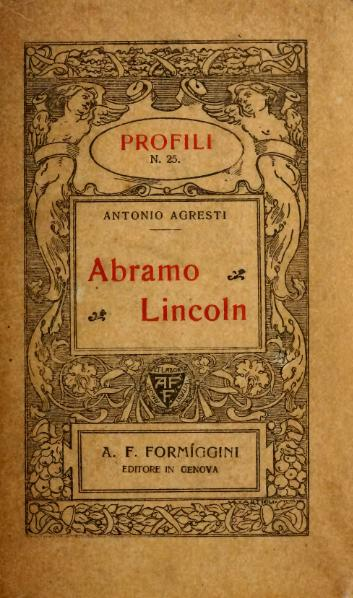
Abraham Lincoln collection Profili (Profils).

En 1909, la maison d'éditions Formiggini lance la collection Profili (Profils) avec une monographie de Sandro Botticelli rédigée par I. B. Supino. Suivront 128 autres, parmi lesquelles : Darwin, Galilée, Archimède, Newton, Karl Marx, Martial, Giordano Bruno, Jésus-Christ, saint Paul, saint Augustin, un Arioste écrit par Benedetto Croce, un Hegel écrit par Giovanni Gentile et un Sarpi écrit par Roberto Papini. La dernière monographie éditée sera celle de Gabriello Chiabrera, parue en 1938. Le choix de ce dernier, brillant intellectuel et poète chassé des États pontificaux, puis par la suite banni de sa ville, Savone, n'est peut-être pas étranger à la pesante atmosphère de persécutions que connaît alors Formiggini.
Le but de la collection Profili (Profils), comme le dit le texte de présentation de son premier numéro, est de faire paraître : de [...] graziosi volumetti elzeviriani [...] non aridi riassunti eruditi, ma vivaci, sintetiche e suggestive rievocazioni di figure attraenti e significative [...] soddisfano il più nobilmente possibile all'esigenza, caratteristica del nostro tempo, di voler molto apprendere col minimo sforzo […] (de gracieux volumes imprimés en caractères elzéviriens, avec non pas d'arides et savants résumés, mais des évocations vivantes, attachantes et concises, satisfaisant le plus noblement possible à l'exigence caractéristique de notre époque de vouloir beaucoup apprendre avec le minimum d'efforts).

### La période génoise
Le bon accueil reçu par ses publications encourage Formiggini à augmenter la taille de sa maison d'édition et le nombre de ses publications. Cette activité accrue entraîne un déménagement à Gênes en 1912. Il crée alors la collection I Classici del ridere (Les Classiques du rire), son plus grand succès éditorial, qui porte en quatrième de couverture une belle gravure allégorique signée « A. de Karolis » avec la devise latine risus quocque vitast (« le rire est la vie ») . Cette collection est, selon sa définition dérivée d'un célèbre dicton en dialecte romanesco : er mejo fico der moi bigonzo (le meilleur fruit de ma récolte ). Le premier volume des Classiques du rire sera la Prima giornata del Decameron (la « Première journée du Décaméron ») de Boccace. Suivront le Satyricon, de Pétrone, Gargantua, de Rabelais, Gulliver, de Jonathan Swift, l'Âne d'or, d'Apulée, l'Heptaméron, de Marguerite d'Angoulême, etc.
Formiggini est partisan de l'entrée en guerre de l'Italie durant le conflit mondial débuté en 1914. À l'annonce de la déclaration de guerre de l'Italie à l'empire austro-hongrois le 24 mai 1915, il abandonne précipitamment famille et maison d'édition. Et part s’enrôler dans l'armée italienne comme volontaire, laissant un seul message à son entourage qu'il n'a pas prévenu : Parto ! Non posso dirvi nulla. Fate quello che potete ! (Je pars ! Je ne peux rien vous dire. Faites ce que vous pouvez !)
Il est au front avec le grade de capitaine de mai 1915 jusqu'à son renvoi de l'armée pour infermità (blessure) en mars 1916.

### QuelquesClassici del ridere(Classiques du rire)

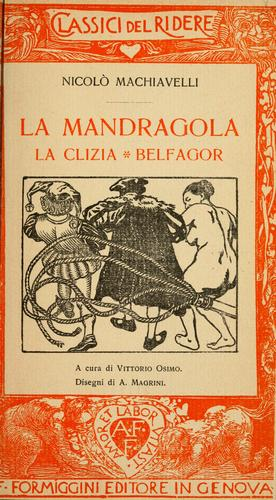
Nicolas Machiavel La Mandragore - Clizia - Belphégor
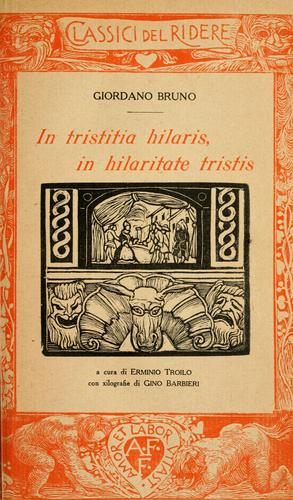
Giordano Bruno Joyeux dans la tristesse, triste dans la joie
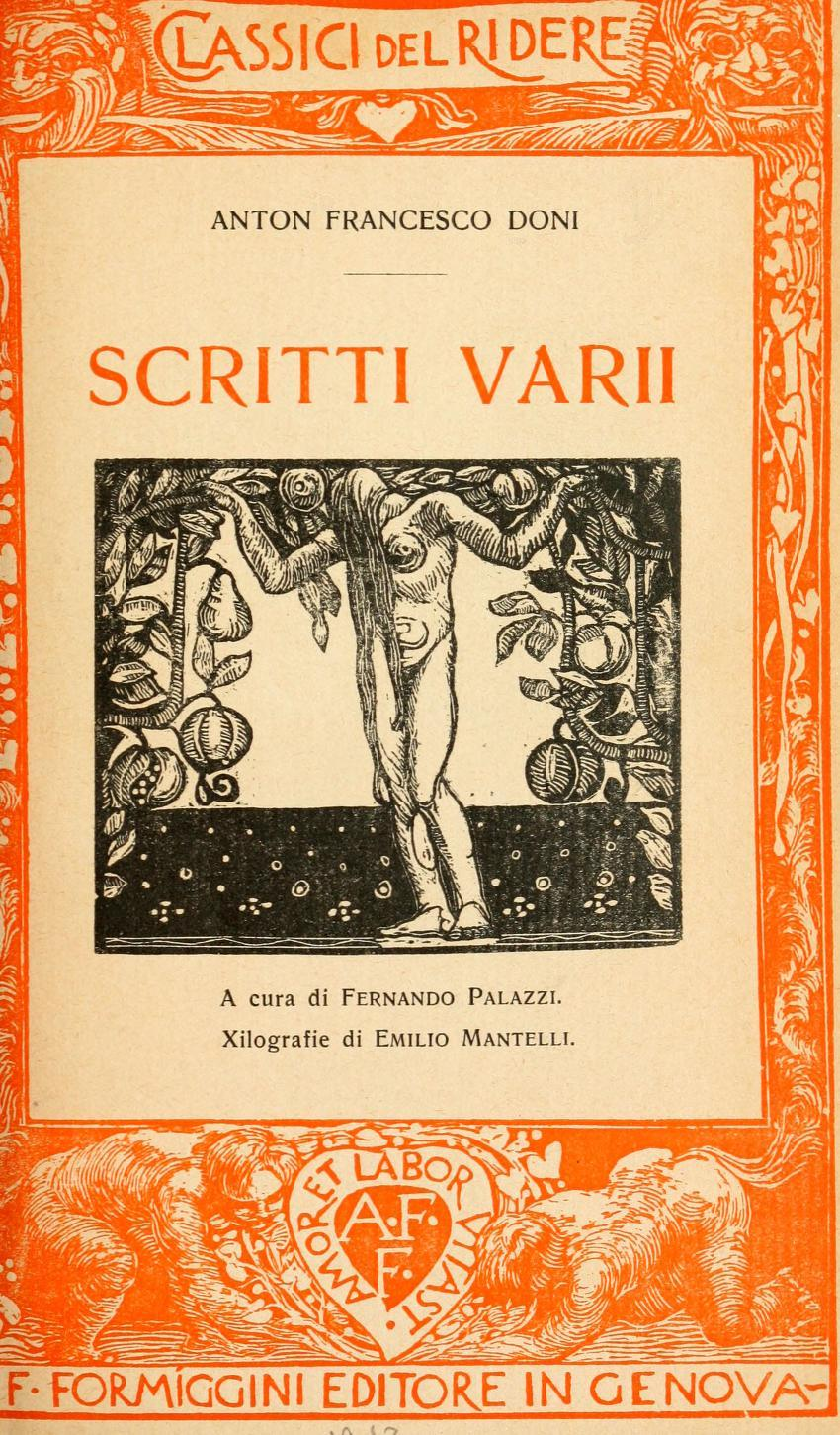
Anton Francesco Doni Écrits divers
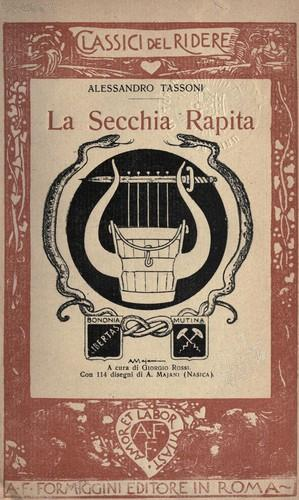
Alessandro Tassoni Le Seau enlevé

### L'installation à Rome

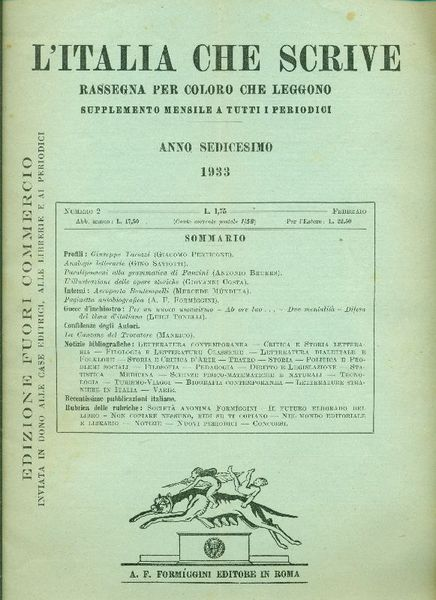
Couverture du numéro de février 1933 du périodique mensuel L'Italia che scrive (L'Italie qui écrit).

En 1916, Formiggini fait un grand héritage qui lui permet de quitter Gênes, où il n'a jamais été à l'aise. Sur l'insistance de sa femme, il déménage à Rome. Et va habiter un grand appartement sur la colline du Capitole. Le siège de sa maison d'édition se trouve à présent près de la place du Capitole, au 5 via del Campidoglio.
Le 1er avril 1918, Formiggini prend une initiative particulièrement moderne et originale pour l'époque. Il publie : L'Italia che scrive. Rassegna per coloro che leggono. Supplemento mensile di tutti i periodici (L'Italie qui écrit. Présentation par ceux qui lisent. Supplément mensuel de tous les périodiques). Il s'agit du premier numéro du périodique mensuel culturo-bibliographique L'Italia che scrive (L'Italie qui écrit), connu également par ses initiales : ICS. Cette publication, que Formiggini poursuivra tout le long de sa carrière jusqu'en 1938, se charge d'informer les lecteurs des nouveautés en librairie. Comme le dit Formiggini, l'ICS s'occupe de « toutes les principales questions inhérentes à la vie du livre italien parce qu'elles sont essentielles pour la vie spirituelle de la nation » (tutte le principali questioni inerenti alla vita del libro italiano in quanto esse sono essenziali alla vita spirituale della nazione).
En France, dès le 15 novembre 1919, José de Berys note, dans un article consacré à L'Accord interscolaire Franco-Italien, paru dans La Nouvelle Revue : « Déjà, l'Italie possède un excellent périodique d'information de librairie et de bibliographie, l'Italia che scrive, dû à l'activité ardente et désintéressée de M. Formiggini. »
En vingt ans, de 1918 à 1938, L'Italia che scrive recense 13 124 livres, annonce la parution de 52 434 autres et publie 1 152 articles. Le tirage moyen de la revue est de 15 000 exemplaires, avec des pointes à 20 000 et des creux à 11 000.
L'installation à Rome donne l'occasion à Formiggini d'adopter comme emblème de sa maison d'édition une louve romaine comique et bondissante. Un des deux jumeaux assis sur son dos tenant une immense plume symbole de l'écriture. L'autre étant en train de dégringoler du dos de la bête. Le tout étant sous-titré « biblioteca circolante » (c'est-à-dire « des livres populaires, pour tous »).

### Formiggini et les bibliothèques
Formiggini attache une grande importance au développement des bibliothèques publiques et populaires. Et fait de nombreux dons de livres à la Bibliothèque Estense de Modène et à la Bibliothèque de l'université de Gênes.
Parallèlement à son activité éditoriale, il constitue une bibliothèque et musée de l'humour, baptisée la Casa del Ridere (la « Maison du Rire »), récoltant tous les matériaux relatifs au rire : livres, revues, estampes, tableaux.
Sa première expérience comme promoteur de la bibliothèque publique se passe durant la Grande Guerre. Il participe avec ferveur à la création de bibliothèques de camp, créées pour les soldats. Son implication est révélée par une lettre adressée aux « commilitoni » (compagnons d'armes) en 1916 et dont la copie est conservée dans ses archives. Cette lettre accompagne l'envoi de quatorze caisses de livres fait par son alors très jeune maison d'éditions.
En 1922, de façon liée à son initiative de fonder la revue L'Italia che scrive (L'Italie qui écrit), Formiggini crée à Rome une collection désignée comme Biblioteca circolante, des livres dits populaires, destinés à tous, de petits formats et vendus à des prix peu élevés, qui compte rapidement 40 000 volumes. Chose que Formiggini précisera à plusieurs reprises sur ces ouvrages.
Un examen rapide du catalogue confirme le caractère généraliste de cette bibliothèque. On y trouve des livres pour tous les types de lecteurs. Depuis des romans contemporains jusqu'à des livres d'histoire, économie, sciences, philosophie et les auteurs classiques grecs et latins. Une partie du catalogue est liée à l'actualité de l'époque, avec beaucoup de livres sur la Grande Guerre. Mais, on trouve aussi des ouvrages comme les Mémoires de guerre de Winston Churchill ou Ma vie de Trotski. Des livres écrits par des auteurs classiques italiens et d'autres pays : Manzoni, Walter Scott, Balzac, etc. La majeure partie des romans et recueils de poèmes ont un lien avec l'actualité, avec des œuvres de Salvator Gotta, Nino Salvaneschi, Ugo Ojetti, Antonio Beltramelli, Lucio D'Ambra et d'autres contemporains italiens. Le catalogue comprend des auteurs étrangers, dans leurs éditions et langues d'origines tels que James Joyce, John Dos Passos, James M. Cain. Trois livres écrits par Gandhi, l'autobiographie de Charles Chaplin, des études ethnologiques de Giuseppe Cocchiara, deux œuvres meridionaliste de Giustino Fortunato, mettent en évidence l'ouverture d'esprit de Formiggini. Qui n'a pas voulu soumettre son catalogue aux seuls impératifs distractifs ou aux contraintes et obligations de son temps.

### Les années 1920

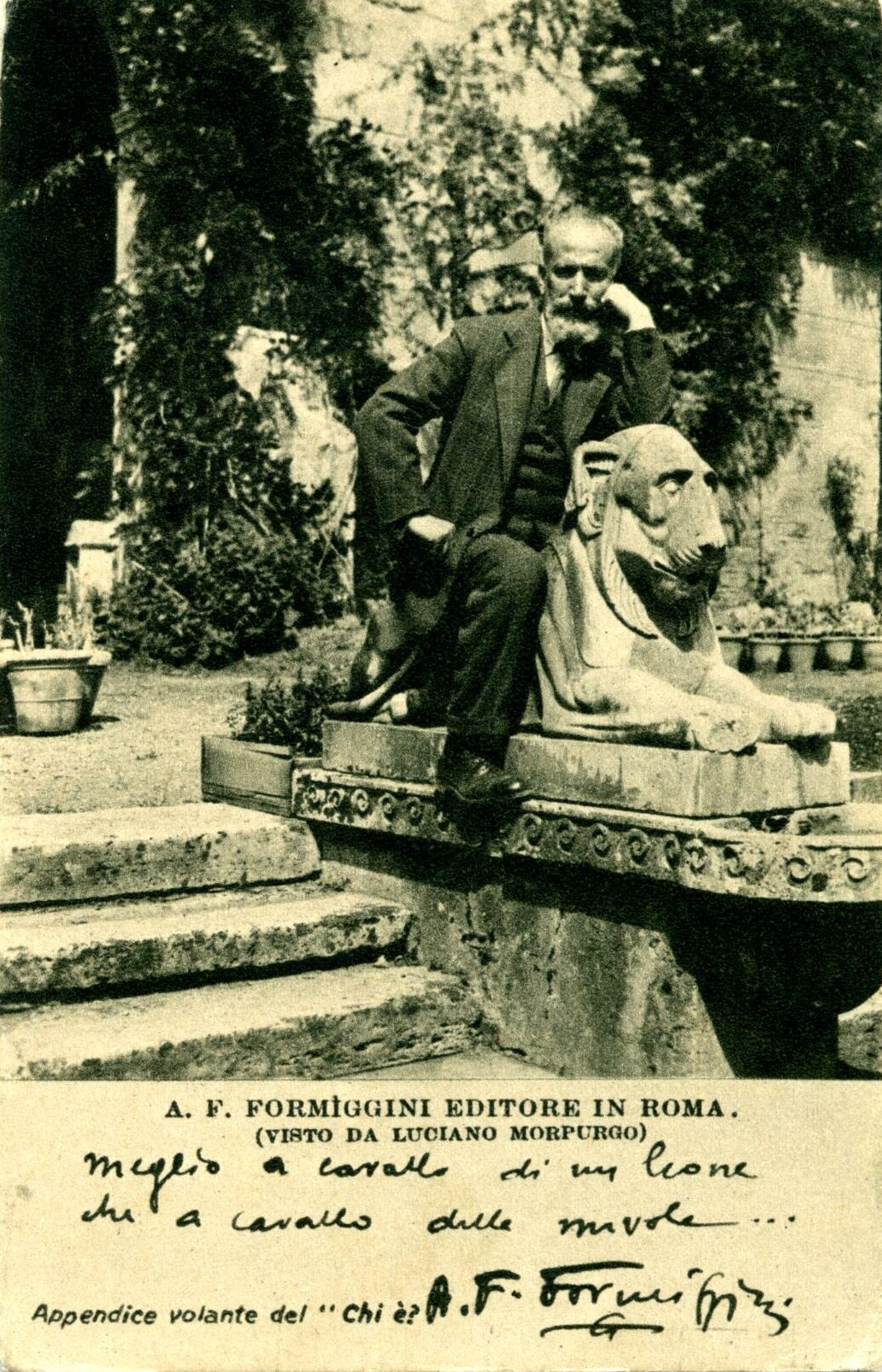
Angelo Fortunato Formiggini dans les années 1920.

En 1920, le couple formé d'Angelo Fortunato et sa femme Emilia n'ayant pas d'enfants, en adopte un : Fernando Cecilia Santamaria. Qui sera affectueusement surnommé par eux Puccettino (le Petit Poucet).
En 1920, Formiggini crée l'Istituto per la Propaganda della Cultura Italiana (Institut pour la Propagation de la Culture Italienne), rebaptisée ensuite Fondazione Leonardo per la cultura (Fondation Léonard pour la culture), et lance le projet de réaliser la Grande Enciclopedia Italica (Grande Encyclopédie Italica). Ce projet culturel majeur de première grande encyclopédie italienne se heurte à l'opposition du ministre Giovanni Gentile, qui avait été invité à y participer. Gentile accuse Formiggini d’irrégularités et le contraint à quitter la Fondazione Leonardo per la cultura en 1923. En 1925, la fondation, avec tout son patrimoine, est absorbée par l'Istituto Nazionale Fascista di Cultura (Institut National Fasciste de la Culture) dont le président est Gentile. Le projet d'encyclopédie lancé par Formiggini sera réalisé par Giovanni Treccani, avec l'Enciclopedia Italiana di scienze, lettere ed arti (Encyclopédie Italienne des sciences, lettres et arts), dont le premier directeur scientifique sera... Gentile.
En réaction à sa mésaventure encyclopédique et culturelle, Formiggini écrit une satire amère et moqueuse contre Gentile qui a favorisé Treccani : La ficozza filosofica del fascismo e la marcia sulla Leonardo, libro edificante e sollazzevole (La bosse philosophique du fascisme et la marche sur la (Fondation) Leonardo, livre édifiant et divertissant). La « marche sur la (Fondatio) Leonardo » est une allusion évidente à la Marcia su Roma (Marche sur Rome) qui a assuré aux fascistes la prise du pouvoir en Italie en 1922.
Formiggini crée de nouvelles collections : en 1923 ce sont les Apologie (Apologies), profils de doctrines philosophiques et religieuses. Témoigne de son ouverture d'esprit d'avoir publié successivement : en 1923 une Apologia dell’ebraismo (« Apologie du judaïsme ») du rabbin Dante Lattes et en 1925 une Apologia dell’Islamismo (« Apologie de l'Islam ») de Laura Veccia Vaglieri. Il publie également une Apoligia del Cattolicismo (Apologie du Catholicisme) de Ernesto Buonaiuti, une Apologia del Taoismo (Apologie du Taoïsme) de Giuseppe Tucci, une Apologia dell'Ateismo (Apologie de l'Athéisme) de Joseph Rensi et huit autres titres dans cette collection. En 1924, il crée les Medaglia (Médailles), une collection de monographies de contemporains, dont certains détestés par les fascistes, comme Luigi Albertini, Giovanni Amendola, Filippo Turati et Luigi Sturzo. La diffusion des monographies de ces personnalités détestées par les fascistes est empêchée par eux. Qui les font retirer des librairies. À l'inverse, le Mussolini de Joseph Prezzolini ne rencontre aucune difficulté avec les autorités fascistes en place. D'autres nouvelles collections créées par Formiggini sont les Lettere d'amore (Lettres d'amour), la Polemiche (Controverse), le Guide radio-liriche (Guide de la radio-opéra), l'Aneddotica (l'Anecdote) et Chi è ? (Qui c'est ?), biographies de personnalités célèbres et encore vivantes, qui remporte un grand succès.

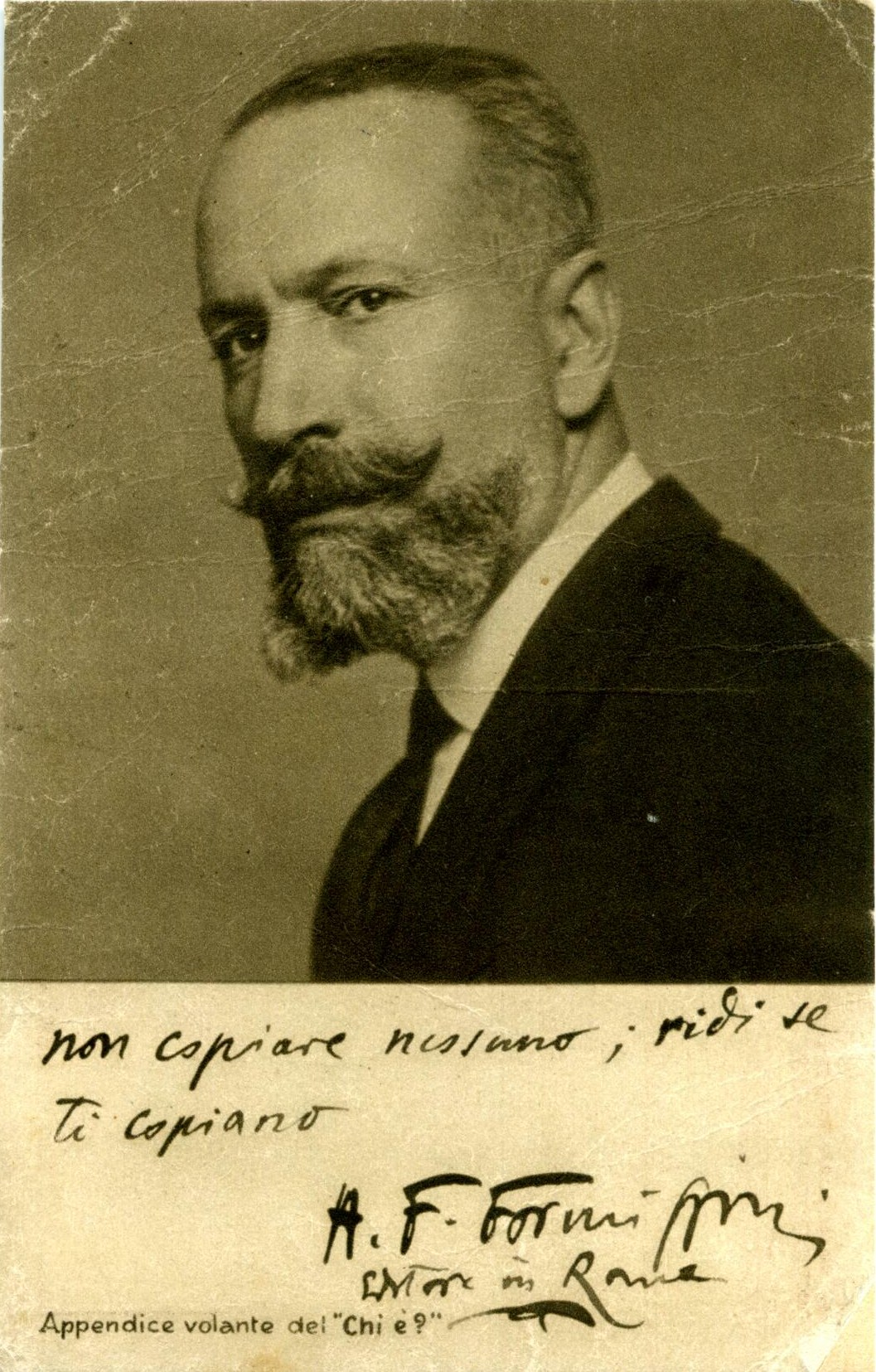
Angelo Fortunato Formiggini.

Écrit par Formiggini, le Dizionarietto rompitascabile degli editori italiani compilato da uno dei suddetti (Petit dictionnaire de poche des éditeurs italiens, compilé par l'un de ceux-ci), est publié par Mondadori et réimprimé par Formiggini en une deuxième édition élargie en 1928.
Formiggini aime introduire l'humour dans des publications qui en sont en principe fort éloignées. Ainsi, il en est du titre de ce dernier ouvrage, qui contient un jeu de mots : « rompitascabile » étant formé de façon transparente des mots tascabile (de poche) et rompiscatole. Rompiscatole se traduit littéralement en français par « casse-boîte ». Et signifie en italien « emmerdeur ».
S'agissant du sous-titre du livre, Formiggini en ajoute dans le sens de l'humour et l'auto-dérision :
DIZIONARIETTO ROMPITASCABILE degli Editori Italiani, compilato da uno dei suddetti. Seconda edizioni con nuovi errori ed aggiunte e con una appendice egocentrica.
Ce qui se traduit par :
PETIT DICTIONNAIRE DE POCHE des Éditeurs Italiens, compilé par l'un des ceux-ci. Seconde édition avec de nouvelles erreurs et des ajouts et un appendice égocentrique.
Formiggini publie aussi d'autres genres d'ouvrages. Comme, le 1er janvier 1924, le livre d'Ivanoe Bonomi Dal socialismo al fascismio ; La sconfitta del socialismo. La crisi dello stato e del parlamento. Il fascismo. (« Du socialisme au fascisme ; La défaite du socialisme. La crise de l'état et du parlement. Le fascisme »).

### Les années 1930 – 1937
La maison d'édition Formiggini commence à décliner dans les années 1930. La baisse de ventes des livres et la crise générale de l'édition italienne contraignent Formiggini à abandonner l'approche dilettantiste et familiale qu'il observait dans la gestion de sa maison d'édition. Il va devoir créer le 21 décembre 1931 une société éditoriale : la Società Anonima A. F. Formìggini Editore in Roma (Société anonyme A. F. Formiggini éditeur à Rome). Formiggini est l'Amministratore delegato (Administrateur délégué) de la société.
Le texte d'Angelo Fortunato intitulé Venticinque anni dopo (Vingt-cinq années après), publié en 1933, semble prémonitoire de ce qui va arriver à sa maison d'éditions.
En 1934, elle est en déficit. Et Formiggini doit vendre sa terre de Collegara et sa maison de Modene pour éponger ses dettes. En 1937, il se voit confisqué sa maison romaine au motif invoqué que les autorités ont décidé d'un plan de réhabilitation de la zone où elle se trouve.

### Persécutions et suicide

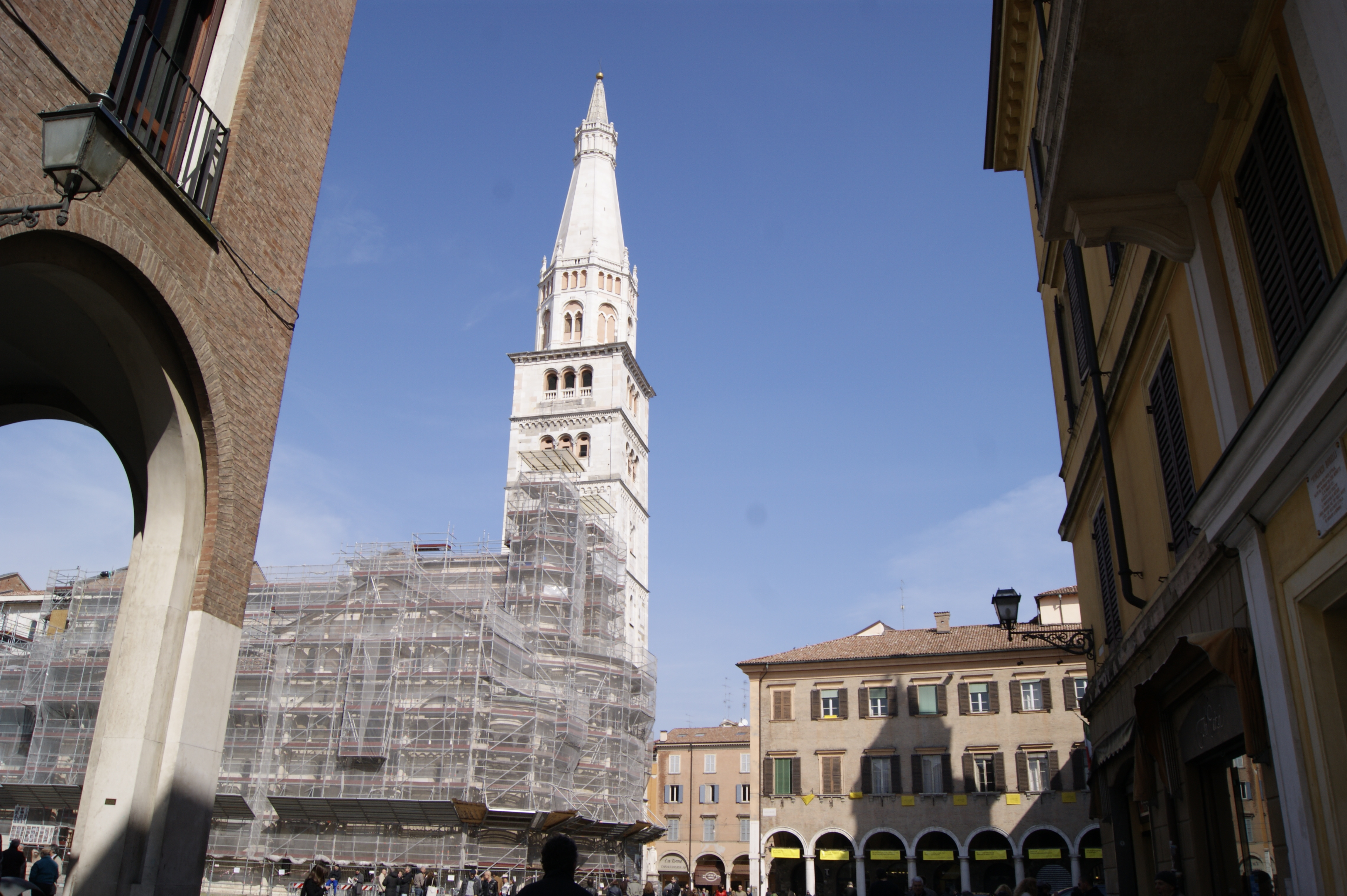
La Torre Ghirlandina à Modène.

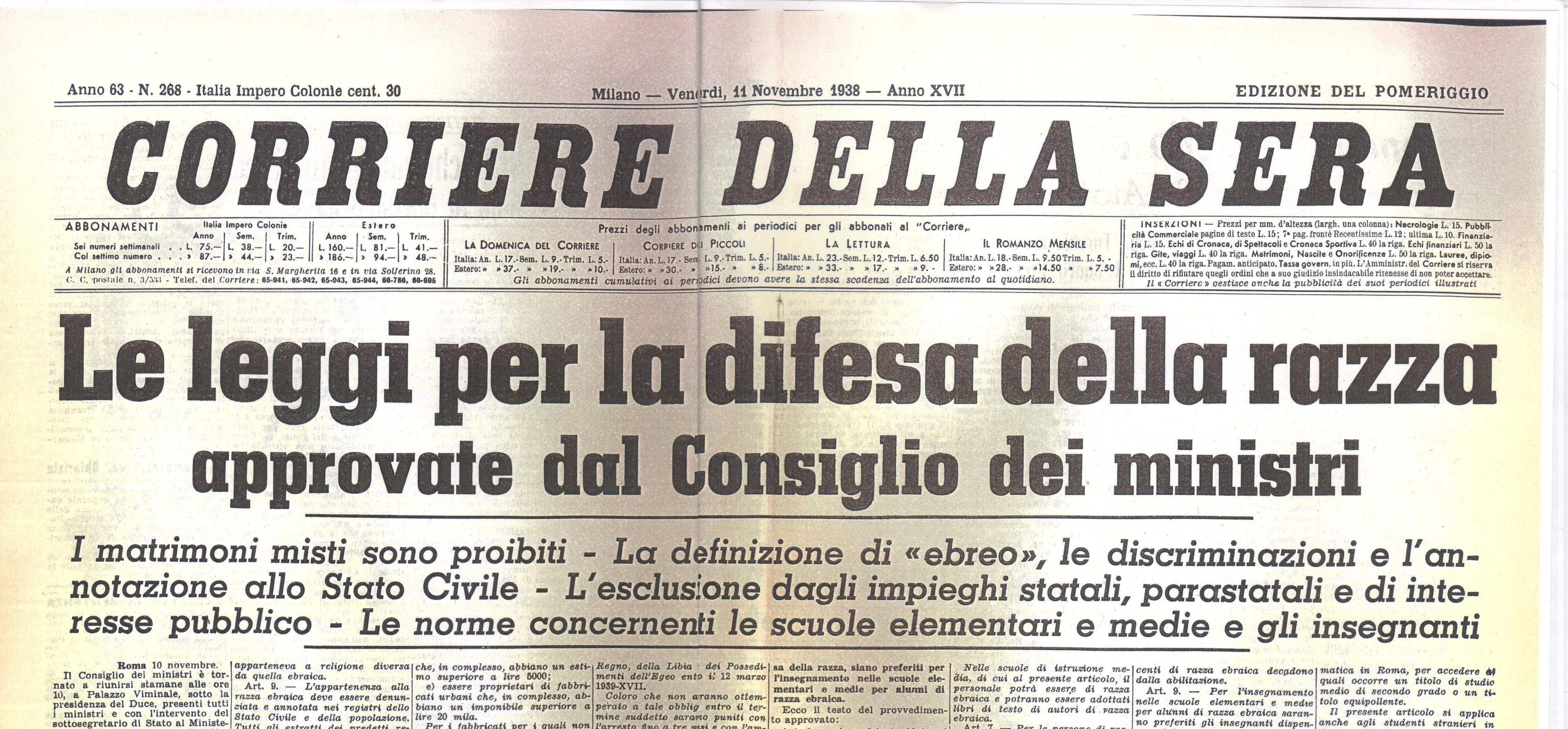
Titre du Corriere della Sera du 11 novembre 1938 : Le leggi per la difesa della razza approvate dal Consiglio dei ministri (Les lois pour la défense de la race approuvées par le Conseil des ministres)

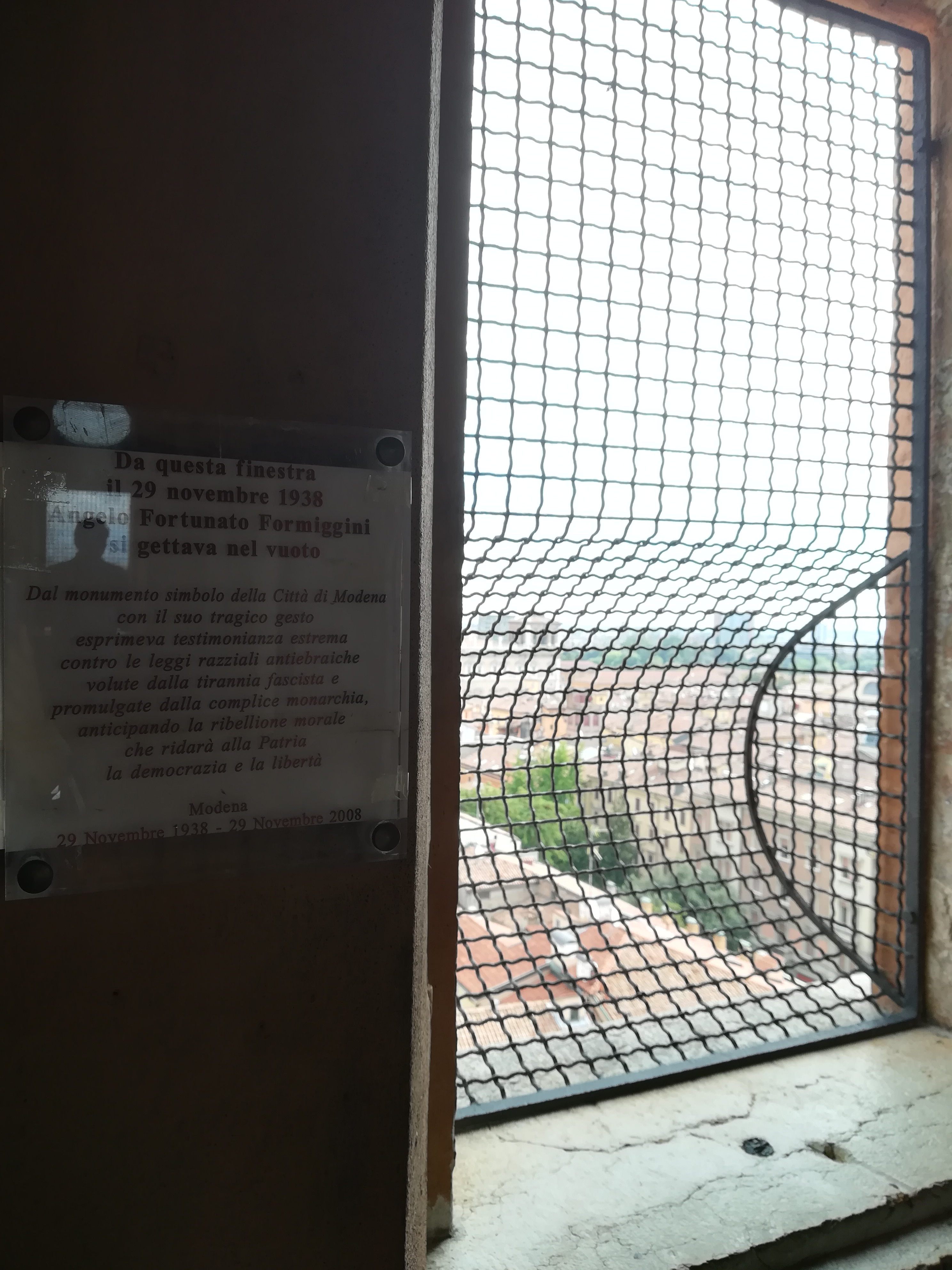
La fenêtre de la Torre Ghirlandina d'où s'est précipité Angelo Fortunato Formiggini.

Dès 1937, le régime fasciste initie une propagande antisémite pour commencer à préparer l'opinion publique à la promulgation de lois raciales. Le 27 juin 1938 apprenant que la commissione per la razza (commission pour la race) a rendu ses conclusions en faveur de la théorie raciale, Formiggini dit qu'elle a prononcé sa sentence contre lui.
Le 14 juillet 1938, en une du quotidien national Il Giornale d'Italia est imprimé l'article titré ainsi : Il fascismo e i problemi della razza (Le fascisme et les problèmes de la race). Le 8 août paraît le premier numéro de La difesa della razza (La défense de la race). Même Angelo Fortunato est alors obligé de se souvenir de ce qu'il semblait avoir oublié : qu'il était Juif. Lui, qui était distant du sionisme et de tous les particularismes religieux ou culturels.
Le 31 août 1938, Formiggini se rend dans sa ville natale. Il visite la Torre Ghirlandina (Tour de la Guirlande), clocher de la cathédrale de Modène. C'est le monument le plus haut de la ville, également appelé simplement la Ghirlandina ou la torre civica (tour civique). Sur le billet d'entrée qu'il conserve, il note qu'il est venu inspecter les lieux et faire une étude préliminaire de ceux-ci en vue de son suicide.
Les écrits d'Angelo Fortunato durant cette période, où l'antisémitisme officiel se déchaîne, seront publiés après la fin de la Seconde Guerre mondiale, sous le titre : Parole in libertà (Paroles en liberté). Ils réunissent l'invective anti-fasciste et anti-mussolinienne à des exhortations faites aux Juifs pour qu'ils abandonnent l'identité culturelle et religieuse juive, pour l'assimilation qui, selon Angelo Fortunato : « a avancé à grands pas ; les nouveaux éléments l'ont contrarié. Mais c'est une pause, qui sera plus ou moins longue, après quoi la course reprendra. »
Formiggini cherche aussi désespérément un motif pour conserver son optimisme face à une situation désespérante.
S'adressant aux Juifs d'Italie, il écrit également : « Gardez à l'esprit que le chef du fascisme a prévu une domination de son parti pour 150 années seulement. Calcul de la souffrance, ça fera (encore) 132 années. Ce sera peut-être beaucoup moins. Le fascisme est un phénomène strictement personnel (lié à la personne de Mussolini). Quoi qu'il en soit, ne serait-ce pas une brève période comparé à l'avenir infini ? Les peuples doivent rester tournés vers l'avenir. »
Cependant, la machine totalitaire poursuit sa route, piétinant l'optimisme forcé de Formiggini. Le 15 septembre 1938, le Ministero della Cultura Popolare (Ministère de la Culture Populaire) demande un relevé détaillé de tous les employés juifs de la société éditoriale de Formiggini. Le seul Juif est Formiggini. Partant de cette information, le ministère ordonne le changement de nom de la société. Formiggini la rebaptise Società Anonima delle Edizioni dell’ICS (Société Anonyme des Éditions de l'ICS), en référence au nom du périodique le plus cher à son cœur : L'Italia che scrive (L'Italie qui écrit). Auquel il souhaite de continuer à paraître.
Formiggini est forcé de changer le nom et aussi le responsable officiel de sa maison d'éditions. Angelo Musso devient officiellement le président de la Société Anonyme créée ainsi in extremis pour éviter l'expropriation comme « biens juifs ».
Le 14 novembre 1938, Formiggini entreprend des démarches pour obtenir le bénéfice baptisé « discriminazione », prévu pour les Juifs qui ont fondé une famille « aryenne ». Ces démarches se révèlent infructueuses. Ce n'est pas simplement l'identité juive, mais la personnalité propre de Formiggini qui le rend détestable aux yeux du régime fasciste.
Le 17 novembre 1938, le gouvernement fasciste promulgue sa législation antisémite : les Provvedimenti per la difesa della razza italiana (Mesures pour la défense de la race italienne).
Onze jours plus tard, le lundi 28 novembre 1938, après avoir pris soin de régler toutes ses affaires, Formiggini prend le train à Rome pour Modène. En ayant acheté juste un billet aller simple. À sa femme qui s'étonne de ce voyage, il prétexte pour celui-ci la nécessité d'être présent à une réunion d'actionnaires de la typographie.
Et, le lendemain matin, par un temps d'hiver pluvieux, poussé au suicide par les persécutions antisémites organisées par les autorités fascistes, il se jette du haut de la Torre Ghirlandina. Comme il l'a annoncé dans sa dernière lettre, il le fait au cri de : Italia ! (Italie !) Qu'il a le temps de crier trois fois. Avant de s'écraser au sol après une chute de plusieurs dizaines de mètres.
Il laisse, rédigé quelques jours auparavant, un épigraphe expliquant l'esprit de son geste :
Né ferro né piombo né fuoco

possono salvare

la libertà, ma la parola soltanto.

Questa il tiranno spegne per prima.

Ma il silenzio dei morti

rimbomba nel cuore dei vivi.
Ni le fer ni le plomb ni le feu

peuvent sauver

la liberté, mais la parole seulement.

C'est elle que le tyran éteint en premier.

Mais le silence des morts

résonne dans le cœur des vivants.
Par ailleurs, dans une lettre écrite à Angelo Musso le jour de son suicide, Formiggini dit que sa décision era la sola che potesse salvare la [sua] famiglia e l'azienda (était la seule qui pouvait sauver [sa] famille et l'entreprise). Il finit par une dernière pirouette, une sortie humoristique funèbre et désespérée : Per fortuna piove e non ho a temere un secco ulteriore, salvo quello del finale abbrustolimento. Viva l'Italia ! (Par bonheur il pleut et je n'ai pas à craindre un sec ultérieur, sauf celui du grille-pain final. Vive l'Italie !) Le « grille-pain » étant une allusion à son souhait de voir sa dépouille mortelle finir incinérée.

### Des funérailles sous haute surveillance
Après sa mort, il n'est pas donné suite au souhait de Formiggini de voir ses cendres jetées dans le fleuve Panaro du haut du pont de Sant’Ambrogio. Dans le même endroit du fleuve où, en 1894, quand il avait seize ans, il avait plongé et sauvé un petit garçon qui se noyait. Les obsèques d'Angelo Fortunato Formiggini ont lieu par une froide journée d'hiver, à l'aube, dès le lendemain de son suicide. Il est inhumé le 30 novembre 1938 au cimetière San Cataldo à Modène. Il est enterré hors de la partie israélite de ce cimetière, en raison du fait qu'il est mort par suicide.
La nouvelle de la mort tragique de Formiggini n'a pu circuler que clandestinement en raison du refus de tous les journaux de publier une notice nécrologique, même payée. La législation antisémite adoptée par l'Italie interdit d'annoncer la mort d'un Juif. Ce que la presse antifasciste italienne à l'étranger, comme Giustizia e Libertà, souligne à cette occasion.
Cette absence de diffusion de l'information fait que très peu de personnes suivent les funérailles. En revanche, un dispositif policier très important est présent. Une trentaine de policiers en uniforme sont là. Assistés d'autres, en civils, qui photographient les personnes présentes et relèvent leurs noms sur des petits carnets de notes. Leur tâche est vite expédiée. Il n'y a dans le cortège que cinq proches ou amis du défunt venus l'accompagner vers sa dernière demeure.
Sa femme, Emilia Santamaria, qui marche en tête du convoi, a du batailler avec la police. Qui exigeait au départ que les obsèques de son mari aient lieu la nuit. Les autorités ont finalement cédé, mais imposé une heure très matinale pour la cérémonie.
Le même jour Radio Monteceneri diffuse en italien la nouvelle depuis la Suisse. En France, Le Populaire, du 10 décembre 1938 en parle, ainsi que, à Madagascar, le journal Volonté, du 15 mars et du 27 mai 1939.

### Témoignages de sympathie
Emilia Santamaria recevra d'Italie des témoignages d'affection et des nécrologies qui représentent à l'époque des gestes très courageux dans le contexte du régime fasciste. Beaucoup d'inconnus prennent concrètement des risques physiques en lui écrivant pour témoigner leur sympathie et leur indignation.
Écrivent également de New York Nicola Zanichelli et Umberto Liberatore. Luciano Mastronardi, ex ispettore scolastico (ex inspecteur d'école) de Vigevano écrit une lettre très ferme qui s'élève contro il delitto e l’infamia (contre le crime et l'infamie). Écrivent à la veuve Attilio Momigliano, Adriano Tilgher, Ivanoe Bonomi, Massimo Bontempelli. Luigi Spotti, de Parme, rapporte que un amico che legge l'Osservatore Romano è venuto ieri a comunicarmi d’avere letto [...] (un ami qui lit l'Osservatore Romano est venu hier me dire d'avoir lu). Le père Agostino Gemelli écrit : [...] non so se ella sa che fummo compagni di scuola nei lontani anni 1888-1890 a Milano. Io pregherò per l’anima di suo marito [...] (je ne sais pas si elle sait que nous fumes camarades d'école dans les lointaines années 1888-1890 à Milan. Je prierai pour l'âme de son mari). La Communauté israélite italienne écrit également. Et même une Italiana audion qui finit sa lettre grotesquement par des saluti cordiali fascisti (cordiales salutations fascistes).

### Un suicide de philosophe

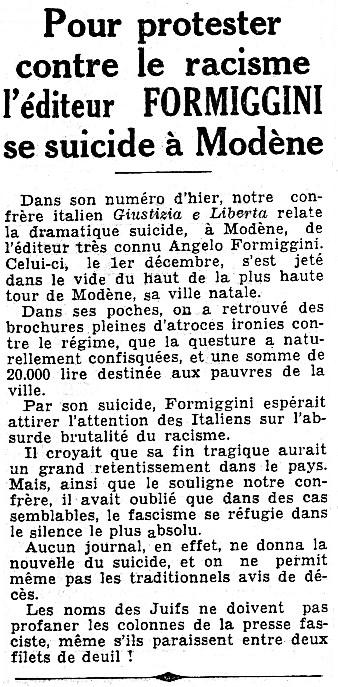
Article paru dans Le Populaire du 10 décembre 1938.

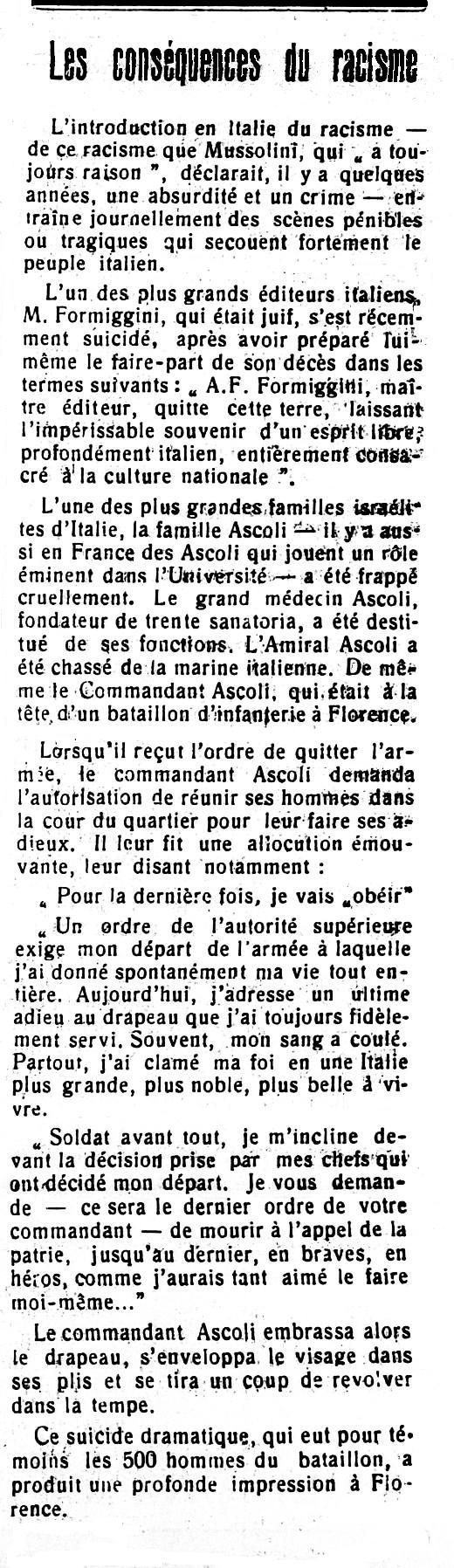
Article paru dans Volonté, journal de Tamatave, le 27 mai 1939.

Angelo Fortunato aurait pu, face aux persécutions, fuir son pays avec sa famille. Mais il ne se voyait pas quitter l'Italie et poursuivre sa vie ailleurs. Il était trop attaché à ses racines italiennes. La situation devenant insupportable dans sa patrie, il préfère s'ôter la vie plutôt que partir. Ce qui explique le titre que Nunzia Manicardi a donné à son livre biographique paru en 2001 aux éditions Guaraldi à Modène : « Formiggini : l'editore ebreo che si suicidò per restare italiano » (Formiggini, l'éditeur juif qui s'est suicidé pour rester italien).
En choisissant pour se donner la mort de se jeter du haut du monument emblématique de Modène, haut de 87 mètres, Angelo Fortunato a voulu donner à son suicide le caractère d'un spectaculaire geste de protestation. Avant de mourir, il poste une lettre adressée à son grand ami, Giulio Calabi, fondateur des Messaggerie Italiane, refugié politique à Paris. Il explique son choix parce qu'il veut parvenir ainsi à secouer l'opinion publique. Et aussi parce qu'il a vu disparaître son rêve d'être en mesure de donner son nom, Formiggini, à son fils adoptif Fernando Cecilia Santamaria. Il écrit également qu'il emporte dans ses poches deux lettres, l'une adressée au roi d'Italie, l'autre à Mussolini. Et qu'il aura aussi les poches pleines d'argent pour les pauvres de Modène, de sorte que les fascistes ne pourront pas dire qu'il a été poussé au suicide pour des raisons financières. Giulio Calabi, à la réception de la lettre pleure et s'exclame « Povero ingenuo e illuso amico mio, che spreco della sua bontà e intelligenza » ! (Mon pauvre naïf et illusionné ami, quelle perte que celle de sa bonté et son intelligence!)
Le suicide passe cependant inaperçu à l'époque en Italie. La presse italienne, muselée par la dictature fasciste, n'en parle pas. Il lui est même interdit jusqu'au fait de publier l'avis de décès envoyé par la veuve.
On relève seulement un commentaire cynique du secrétaire du Partito Nazionale Fascista (Parti national fasciste) Achille Starace. Il aurait déclaré alors : « È morto proprio come un ebreo : si è buttato da una torre per risparmiare un colpo di pistola » (Il est bien mort comme un Juif : il s'est jeté d'une tour pour économiser le prix d'une balle de pistolet).
Formiggini ne sera pas le seul Juif qui à l'époque se suicide de manière spectaculaire en Italie pour protester contre le racisme d'état. À la même époque, à Florence, le commandant Ascoli, apprenant qu'il est chassé de l'armée parce que Juif, rassemble son bataillon d'infanterie. Et, après avoir harangué ces cinq cents hommes. Devant eux s'enveloppe le visage dans le drapeau italien. Et se tire une balle dans la tête.
La maison d'édition créée par Formiggini ne lui survit que durant peu d'années. Elle disparaît définitivement en 1941.

### Formiggini et le fascisme
Formiggini presque jusqu'à la fin de sa vie parle avec admiration de Mussolini. Mais il ne prend pas sa carte au parti fasciste à une époque où le régime en place y accorde une importance essentielle. L'adhésion est obligatoire, par exemple, pour exercer le métier d'enseignant. Ce qui fait que des enseignants ainsi contraints d'adhérer blaguent l'insigne PNF (Partito Nazionale Fascista), expliquant qu'il signifie en réalité : Per Necessità Famigliare (Par Necessité Familiale).
Frormiggini s'applique à passer en quelque sorte « à côté » du fascisme. Il est plus a-fasciste qu'antifasciste. En 1924, il écrit que il fascismo è una gran bella cosa visto dall'alto; ma visto standoci sotto fa un effetto tutto diverso  (le fascisme est une très bonne chose, vu d'en haut ; mais vu d'en bas il donne une impression tout à fait différente).
Esprit indépendant, Formiggini ne peut que se situer en dehors d'un cadre totalitaire, quel qu'il soit. Il reste toujours passionnément attaché au droit et à la justice. Et écrit, peu avant son suicide : Il fascismo mi piacque quando mi parve un elemento di forza a servizio del diritto: ma non mi piacque più quando si affermò rivoluzionario: all'etica delle rivoluzioni non ho mai creduto, ci s'ingrassano troppi avventurieri, e ogni principio di giustizia è sovvertito. (Le fascisme me plaît quand il m'apparaît comme un élément de la force au service du droit, mais il ne me plaît plus quand il s'affirme révolutionnaire : je n'ai jamais cru à l'éthique des révolutions, qui engraissent trop d'aventuriers et où tous les principes de la justice sont pervertis.)
Les fascistes ne pardonnent pas à l'éditeur, l'intellectuel indépendant Formiggini de leur échapper, en refusant la complète soumission. En 1938, ils ne lui laissent plus que le choix du chemin de l'exil pour garder la liberté d'agir et de s'exprimer. Alors, plutôt que de quitter l'Italie, il préfère se donner la mort. Suivant l'exemple de l'illustre philosophe Socrate, qui préfère boire la ciguë, plutôt que s'exiler hors de sa cité.

### Formiggini et le sionisme
En 1902, Formíggini adhère à la Corda Fratres, association internationale étudiante où cohabitent une section sioniste dirigée à Paris par Léo Filderman et une importante en nombre section roumaine ouvertement antisémite. À cette occasion, Formiggini rédige un article : Gli Ebrei in Rumenia: il limite fra la “Corda Fratres” e il Sionismo (Les Juifs en Roumanie : la limite entre la "Corda Fratres" et le Sionisme), où il donne son opinion sur L’idea sionista (L'idée sioniste).
Il définit le sionisme comme étant un grandioso ideale tramontato (un grand idéal en décrépitude), qui n'a que peu d'utilité pour les Juifs d'Italie qui ont déjà une patrie bella e nobilissima (belle et très noble). Pour lui, le sionisme fait le jeu des antisémites. Car le sionisme in quanto vuol cercare un asilo a dei miserabili che sono respinti da tutti, è approvato soltanto dagli antisemiti (quand il s'efforce de trouver un asile à des misérables rejetés de tous, n'est approuvé seulement que par les antisémites).
Formiggini rejette le sionisme lui préférant un universalisme qui dépasse les conflits initiés pour des motifs de races ou de religions. Un monde idéal de fraternité, rêve qui anime les fondateurs de la Corda Fratres. Il écrit : Il vero ideale della Corda Fratres sarebbe quello di distruggere il Sionismo, cioè di renderlo inutile. (Le vrai idéal de la Corda Fratres serait de détruire le Sionisme, c'est-à-dire le rendre inutile.)
Formiggini reste fidèle jusqu'à ses conséquences ultimes à cette vision idéale du monde qu'il appelle de ses vœux. Il veut un monde où tous les hommes, Juifs ou non Juifs, sont les bienvenus partout et se sentent partout chez eux. En 1938, quand, parce qu'il est Juif, la vie devient impossible pour lui dans l'Italie qu'il aime passionnément, il se donne la mort. En espérant, par le caractère spectaculaire de son suicide, réveiller l'opinion publique italienne. Et continuer ainsi quand-même la marche en avant vers le monde idéal qu'il souhaite pour tous les hommes.

### L'héritage documentaire
En 1939, suivant la volonté du philosophe, ses archives, l'important fonds Formiggini, sont données par sa veuve à la Bibliothèque Estense de Modène.
Elles comprennent, entre autres :
- L'ensemble des archives de la famille Formiggini s'étendant sur 309 années.
- La collection rassemblée par Angelo Fortunato pour la Casa del Ridere (Maison du Rire) avec notamment 4581 livres rassemblés au cours des années. Des traités italiens et d'autres pays sur le rire, le comique, le grotesque, l'humour, datant du XIXe siècle et du XXe siècle, des éditions originales dont certaines remontent à la fin du XVIe siècle, 195 journaux et périodiques humoristiques, anciens ou modernes, publiés en Italie ou dans d'autres pays. Una specie di biblioteca e di museo di tutto ciò che è attinente al Ridere, senza limiti di tempo e di geografia (Une espèce de bibliothèque et de musée de tout ce qui concerne le Rire, sans limites dans le temps et la géographie) comme l'a défini Formiggini[47].
- 500 volumes, restes des 40 000 volumes de la Biblioteca Circolante (Bibliothèque Mobile) créée à Rome par Formiggini en 1922, avec trois catalogues imprimés de celle-ci, faits en 1924, 1933 et 1939[48].

Sur le site Internet de la Bibliothèque Estense il est possible de consulter des documents manuscrits faisant partie des archives d'Angelo Fortunato Formiggini.
En 1989, la Filosofia del ridere (Philosophie du rire), de Formiggini, a été réédité par les éditions de l'université de Bologne.

### Raisons de l'oubli de Formiggini

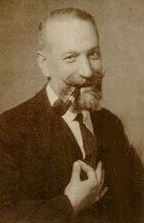
Angelo Fortunato Formiggini

Si la plupart des historiens de la littérature ont oublié Formiggini, diverses raisons peuvent en être ici avancées :
Formiggini, esprit indépendant, est également d'abord et avant tout Modénais, Italien et Italophone. Il ne cherche à aucun moment de sa vie la notoriété au-delà des frontières de son pays et sa langue. Agir en Italie et dans la langue italienne lui suffit. Et quand bien-même le sujet du rire qu'il aborde est universel, il ne cherche jamais à faire traduire ses réflexions écrites en une autre langue que la sienne.
Lire, parler l'italien, à présent n'est plus l'apanage de toutes les personnes cultivées de nombreux pays, comme c'était le cas jadis. Hors des Italiens, peu nombreux sont aujourd'hui ceux qui utilisent cette langue. Ce qui réduit d'autant l'écho possible des écrits laissés par Formiggini. Et des écrits sur lui, qui sont tous, sauf rarissimes exceptions, rédigés en italien. Accentuant ce phénomène de coupure culturelle, l'époque récente est terminée où tous les Italiens cultivés parlaient le français. Et où la langue officielle choisie pour la Corda Fratres créée en 1898 par des Italiens était le français.
À l'époque où il vit, Formiggini n'adhère ni au fascisme, ni à l'antifascisme. Il cherche à poursuivre sa route. Faire ce qu'il aime : diffuser la Culture et l'humour. En 1922, l'année de l'arrivée des fascistes au pouvoir en Italie, à quoi s'occupe-t-il ? À créer une bibliothèque de prêt pour tous, à Rome, qui va vite compter 40 000 volumes !
Il entretient de bonnes relations avec des personnes exilées politiques antifascistes, comme avec des Italiens de l'intérieur, d'opinions diverses, y compris fascistes.
Son a-fascisme fait que personne ne peut le revendiquer comme sien : ni les fascistes, ni les antifascistes. Il se réclame du rire et de l'optimisme. Il n'est d'aucun parti. Ou alors il est de tout ce qui peut éventuellement se trouver d'humain dans chacun d'eux.
Juif, il déplaît aux antisémites. Fervent partisan de l'assimilation des Juifs, il ne peut plaire à ceux qui s'attachent au contraire au maintien de l'identité juive.
Il prend soin de rédiger lui-même le faire-part de sa mort, dressant son portrait et résumant son œuvre en ces termes : « A. F. Formiggini, maître éditeur, quitte cette terre, laissant l'impérissable souvenir d'un esprit libre, profondément italien, entièrement consacré à la culture nationale. »
Giulio Einaudi, Marino Moretti approuvent et écrivent à l'époque : Formiggini era proprio questo: profondamente italiano, devoto alla cultura patria. Non lo dimenticheremo (Formiggini était exactement cela : profondément italien, dévoué à la culture de sa patrie. Nous ne l'oublierons pas).
Homme libre, Formiggini ne plaît qu'à ceux qui le sont aussi. Et sont-ils si nombreux que ça ? Telle est peut-être l'explication de l'oubli où il est plongé aujourd'hui en Italie et au-delà de ses frontières. Alors que ses écrits tombent en 2014 dans le domaine public. Et qu'il n'en existe toujours aucune édition critique complète publiée à ce jour.

## Hommages

### Formagine et Turin: unevia Angelo Fortunato Formiggini
À Formigine dans la province de Modène et à Turin existe aujourd'hui une via Angelo Fortunato Formiggini nommée ainsi en son honneur.

### Sassuolo: le Lycée «A. F. Formiggini»
Il Liceo « A.F. Formiggini » (Lycée « A.F. Formiggini ») de Sassuolo, dans la province de Modène, porte ce nom depuis le 19 mai 1977.
Un chêne vert est planté en sa mémoire dans l'Institut.
Sur le site Internet de l'établissement on trouve une biographie de Formiggini avec sa photo.
Elle s'achève par ces mots :
A noi tutti, studenti, genitori e insegnanti, spetta il compito di fare memoria di Angelo Fortunato Formìggini e coltivare l’amore per la cultura che animò tutta la sua vita. (À nous tous, étudiants, parents, enseignants, il est un devoir de garder la mémoire de Angelo Fortunato Formiggini et cultiver l'amour de la culture qui a animé toute sa vie.)

### Modène: une plaque commémorative«Al tvajol ed Furmajin»
L'avant-veille de sa mort, dans un appel aux Modénais, Formiggini écrit :  « il piccolo spazio che c’è fra la Ghirlandina e il monumento al Tassoni lo chiamerete ‘Al tvajol ed Furmajin’ per indicare la limitatezza dello spazio: non direte ‘sudario’ perché tvajol è parola più allegra e simposiale » (le petit espace entre la Ghirlandina et le monument à Tassoni vous l'appelerez 'al tvajol ed Furmajin' pour indiquer la limite de cet espace : vous ne direz pas 'suaire' parce que tvajol (serviette) est un mot plus joyeux et convivial).
Exprimé ironiquement ce souhait de Formaggini est que le lieu où il va mourir soit baptisé : Al tvajol ed furmajin, mots qui signifient en dialecte de Modène (it) : « La serviette du Formaggino », jeu de mots entre Formiggini et Formaggino, en italien : le fromage fondu. Jeu de mots qu'Angelo Fortunato avait déjà utilisé dans le titre du poème satirique écrit, imprimé et diffusé en 1896, qui lui avait valu son expulsion du Lycée Galvani de Bologne. Jeu de mots qu'il avait utilisé aussi en 1908 pour signer un texte dans le recueil de La Secchia.
Cinquante ans jour pour jour après son suicide, le 29 novembre 1988, une plaque commémorative est apposée sur le lieu de la mort de Formiggini.
Al tvajol ed furmajin, sont les mots qui commencent le texte écrit pour le reste en italien sur cette plaque.
Le 29 novembre 2018, à 80 ans de sa mort, le lieu où l'éditeur s'est suicidé à Modène a été nommé "Largo Angelo Fortunato Formiggini".

## Publications
- Piccola guida e Indicatore di Modena (Petit guide et Indicateur de Modène) Formiggini, 1910 - 99 pages
- Il Cuculo, ovvero l'amoroso commiato (Le coucou, ou l'adieu à l'amoureux), Roma, Formiggini, 1912 – 7 pages.
- La ficozza[29] filosofica del fascismo e la marcia sulla Leonardo, libro edificante e sollazzevole (La bosse philosophique du fascisme et la marche sur la (fondation) Leonardo, livre édifiant et divertissant), 377 pages, Roma, Formiggini, 1923
- Dizionarietto rompitascabile degli Editori Italiani, compilato da uno dei suddetti. Seconda edizioni con nuovi errori ed aggiunte e con una appendice egocentrica (Petit dictionnaire de poche des Éditeurs Italiens, compilé par l'un des ceux-ci. Seconde édition avec de nouvelles erreurs et des ajouts et un appendice égocentrique), Roma, Formiggini, 1928
- Venticinque anni dopo. 31 maggio 1908 - 31 maggio 1933 (Vingt-cinq années après. 31 mai 1908 - 31 mai 1935), Roma, Formiggini, 1933
- Il francobollo per la risposta (Le timbre pour la réponse), Roma, Formiggini, 1936
- Cicero: « de domo sua » (Cicéron : « hors de sa maison »), Roma, Formiggini, 1937
- Parole in libertà (Paroles en liberté), Roma, Edizioni Roma, 1945
- Trenta anni dopo. Storia di una casa editrice (Trente années après. Histoire d'une maison d'éditions), Rieti, Formiggini, 1951
- Filosofia del ridere (Philosophie du rire). Note ed appunti, Bologna, CLUEB, 1989 – 230 pages

## Un ami des illustrateurs
Formiggini tissa tout un réseau d'illustrateurs très talentueux.
Sa collection Classici del ridere possède une couverture conçue par Adolfo de Carolis ; pour les vignettes de cette collection il convoque des graveurs comme Gino Barbieri (it), Emilio Mantelli (it), Augusto Majani (it) dit Nasica, Gino Carlo Sensani (it).
Sa collection Profili comportait une couverture conçue par Alberto Artioli (Modène, 1881 - 1917).

### La Secchia
Ces illustrations ont paru avec d'autres en 1908 dans La Secchia (Le Seau), premier livre édité par Formiggini. La couverture est signée Barfredo da Bologna, pseudonyme d'Alfredo Baruffi (1873-1948). Le seau en bois représenté ci-dessous figure celui que se dispute Modène et Bologne dans le poème parodique d'Alessandro Tassoni La Secchia rapita (Le Seau enlevé) :

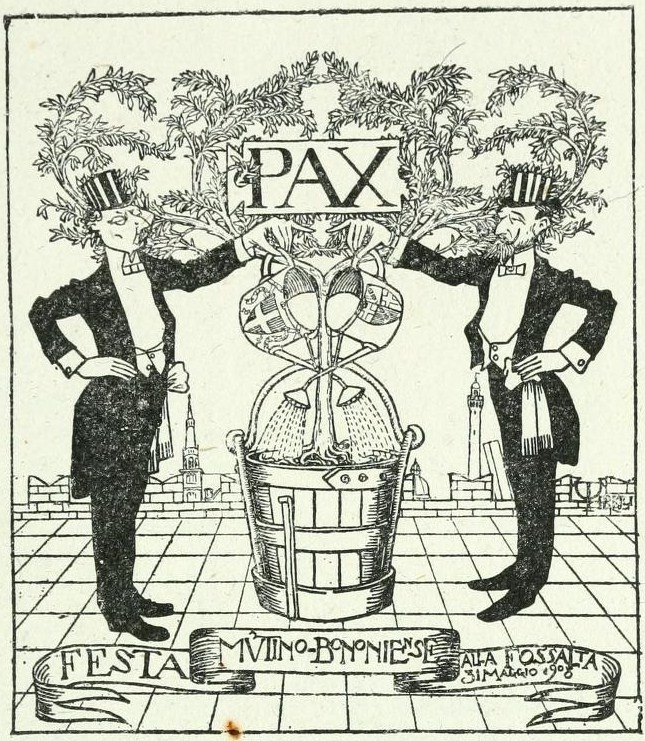
La réconciliation entre Modène et Bologne
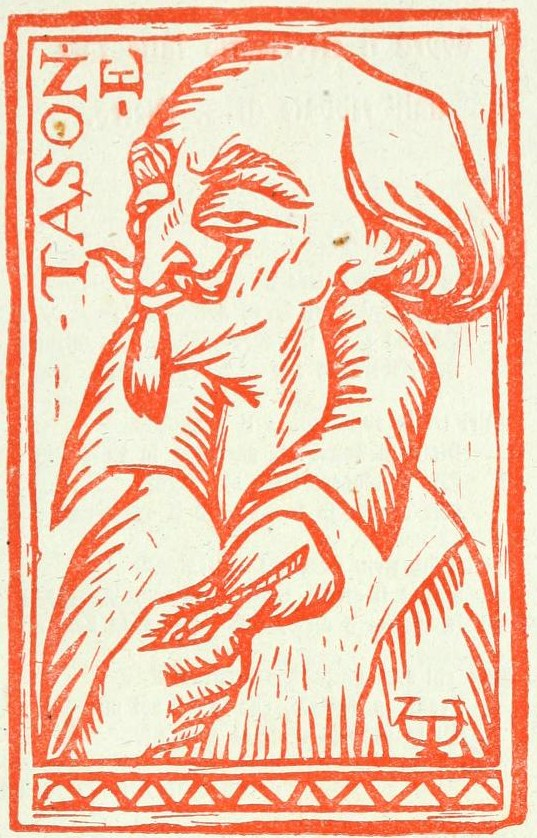
Le poète Alessandro Tassoni
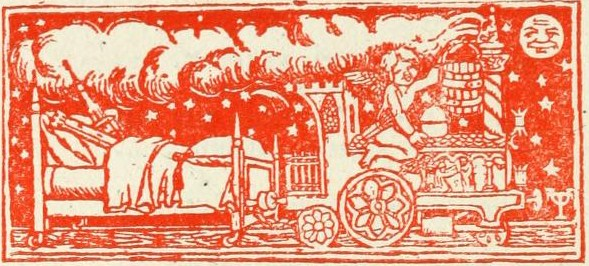
La Ghirlandina et les Tours de Bologne en voiture-lits dans un train de rêve
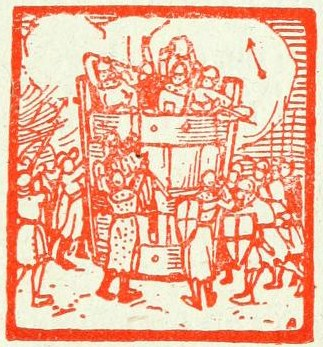
Le seau assiégé
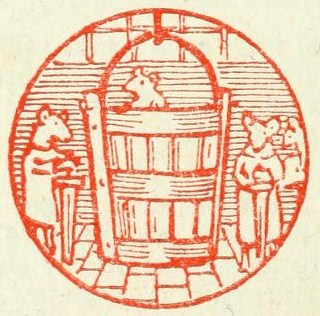
Le seau et les rats
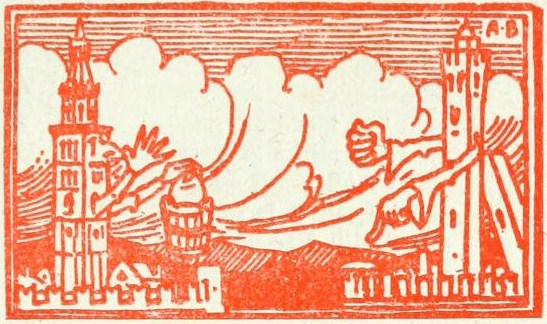
Le seau disputé entre la Ghirlandina de Modène et les Tours de Bologne
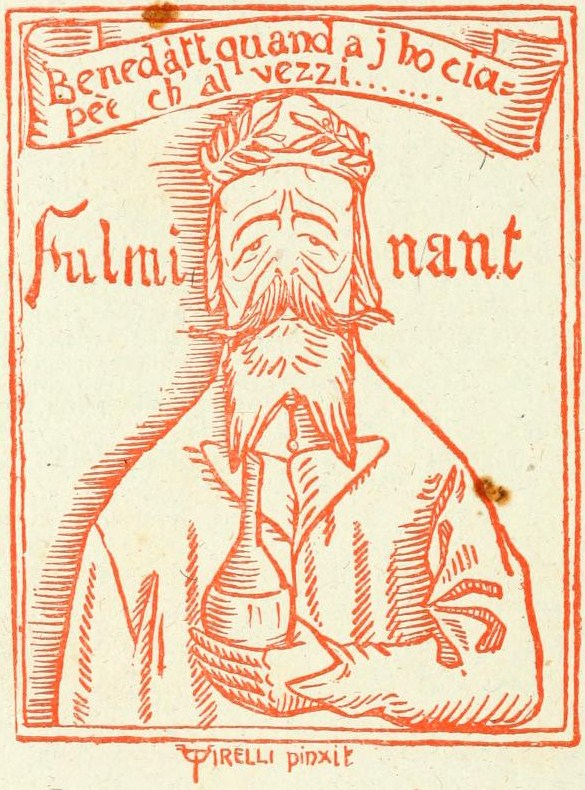
L'« Académie de la fiasque », société festive modénaise fondée par Formiggini
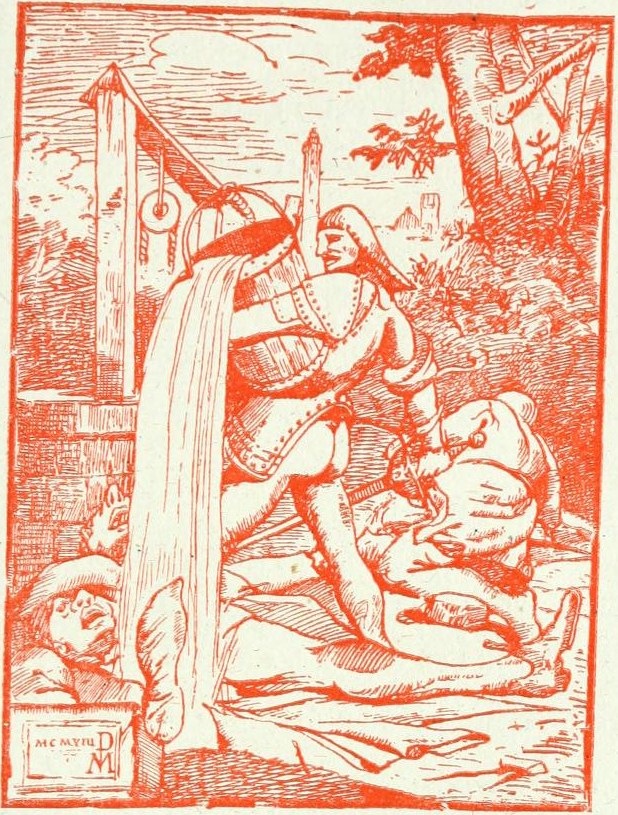
Lutte homérique pour le seau